# Kostel svatého Petra a Pavla (Načeradec)

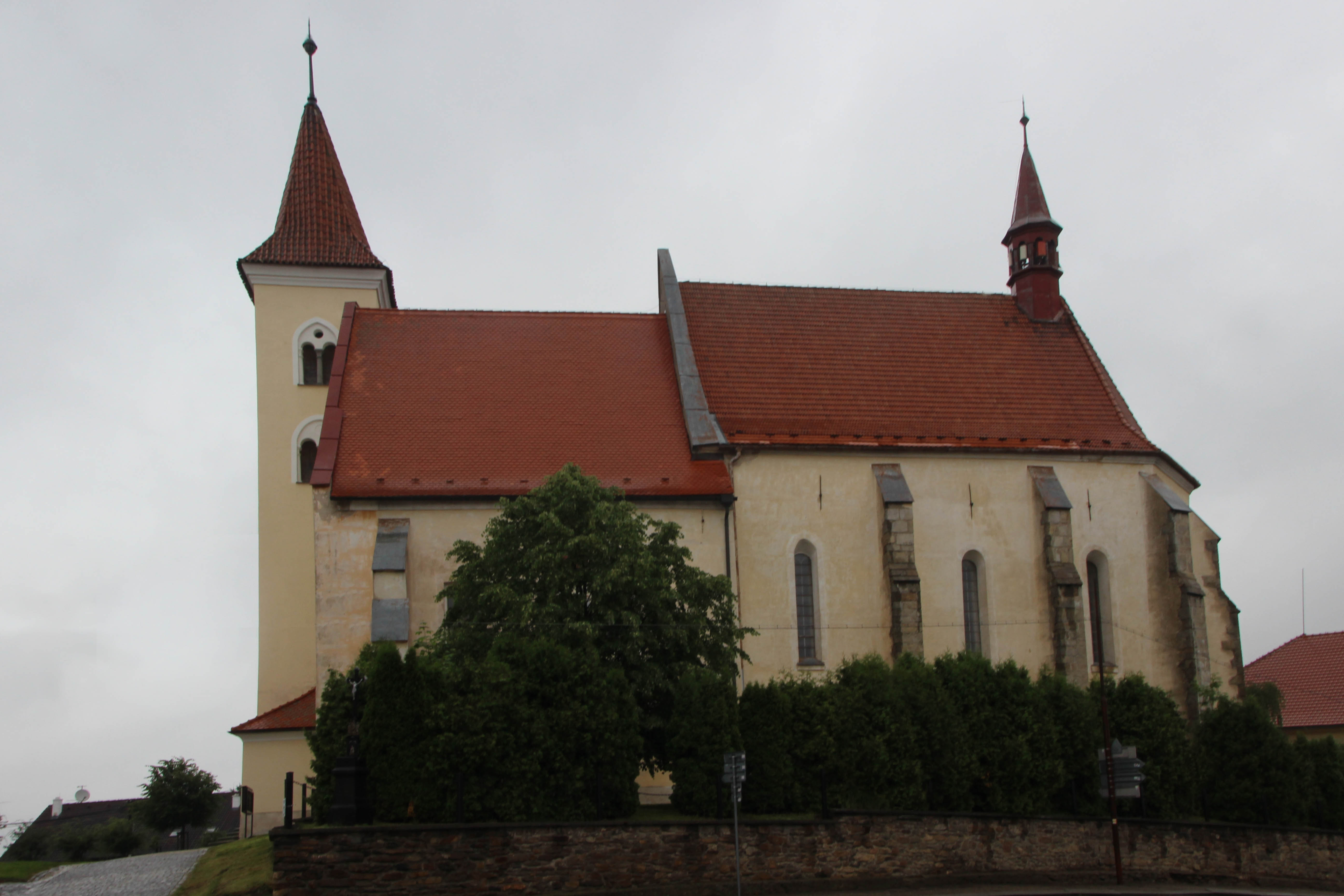
Kostel sv. Petra a Pavla, Načeradec, jižní pohled

Farní kostel svatých Petra a Pavla se nachází uprostřed Podblanicka ve městečku Načeradec (okres Benešov). Tato oblast je známá pro svou vysokou koncentraci gotické sakrální architektury. Ona hojnost má svůj původ v kolonizačních aktivitách, které probíhaly od 12. do 14. století. První písemná zmínka o Načeradci a o kostele sv. Petra a Pavla pochází z roku 1184 z Jarlochova letopisu. Píše zde o převozu zesnulého opata Gotšalka, kterému byla právě v Načeradci sloužena mše. Kostel je kulturní památkou České republiky.

## Historie
Od 12. do 13. století sloužilo městečko jako typická ústřední lokalita oblasti Podblanicka, tehdy domény Vítkovců, nepřesahující mikrokulturu regionu. Nejdříve spadal pod lucemburské území, následně oblast ovládal klan pánů ze Šelmberka.
Stavební vývoj načeradského farního kostela lze sledovat především na rozšiřování půdorysu. Tento proces lze rozdělit do tří hlavních částí, ve kterých vynikly tři základní komponenty kostela, věž–loď–presbytář.

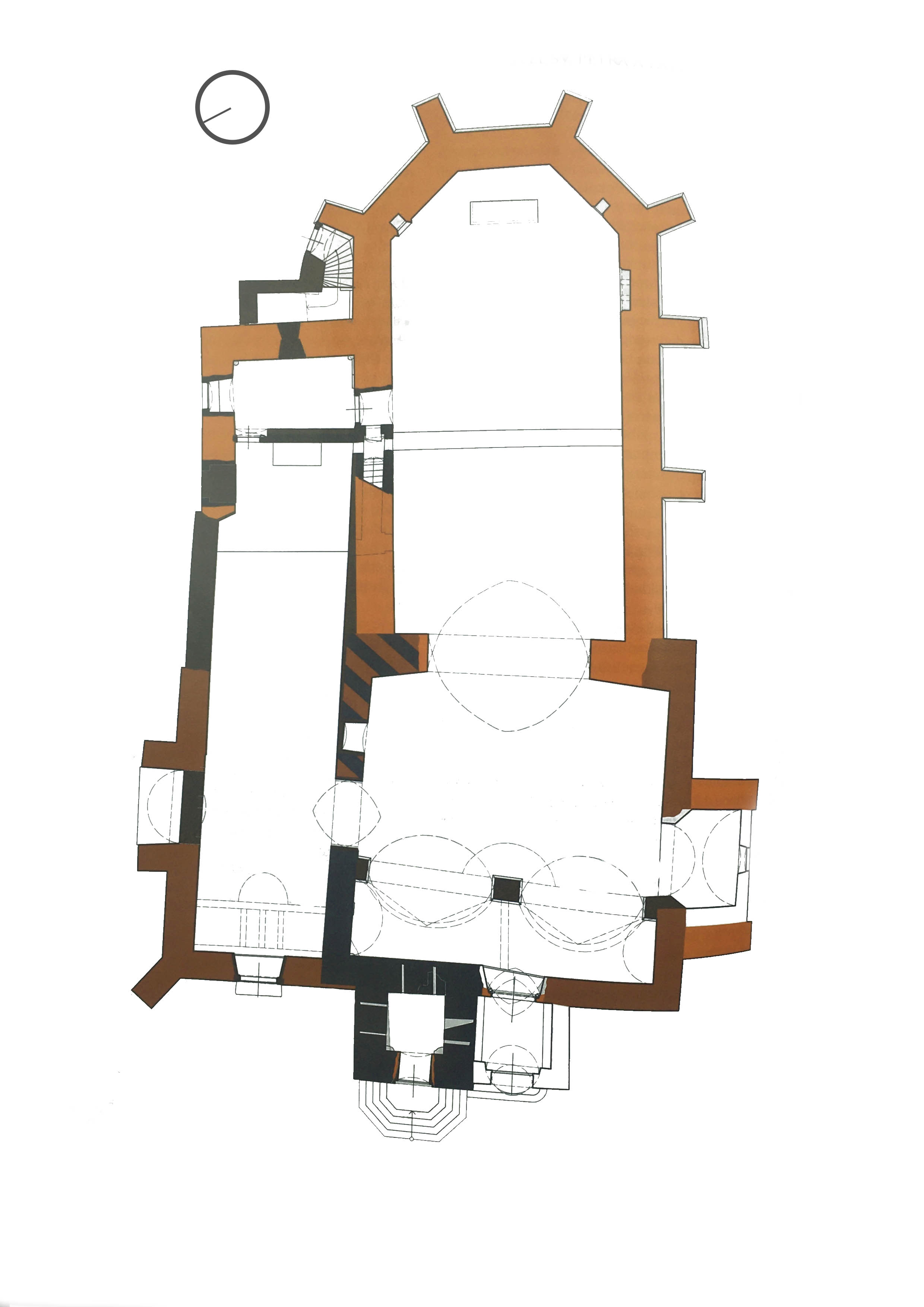
Černá – románské zdivo; tmavě hnědá – gotické zdivo (první fáze);světle hnědá – gotické zdivo (druhá fáze)

### Chronologie stavebního vývoje kostela ve středověku

#### Románská etapa

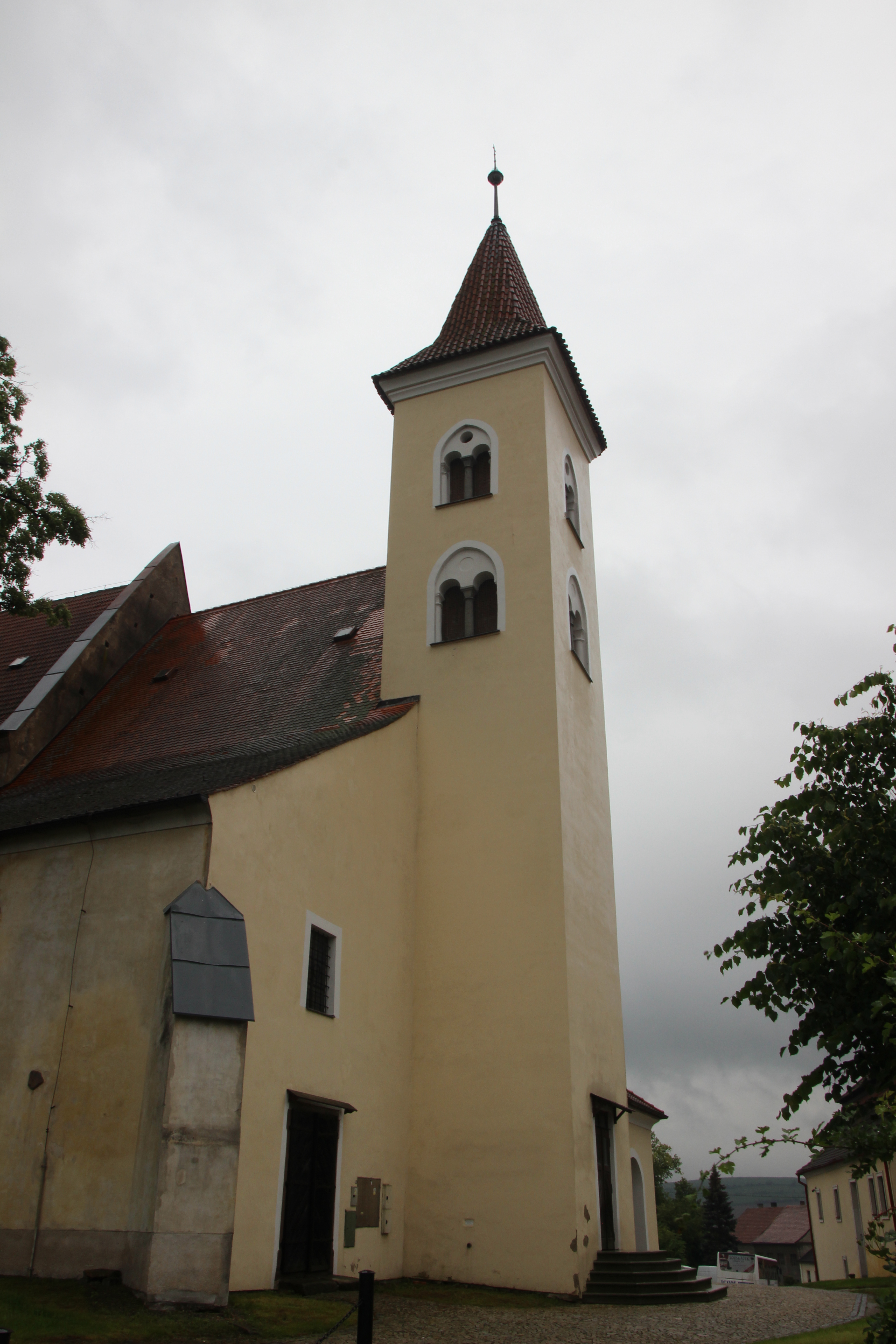
Severozápadní pohled na věž načeradského kostela vystavěnou v románském slohu

Z první, románské, v té době zděné verze kostela, se dochovala téměř v nezměněné formě západní hranolovitá věž. Ta byla v prvním patře zpřístupněna od západu vedeným venkovním vstupem. Na východ se patro v plné šíři otevíralo do lodi, ve které se nacházela zděná tribuna. Z oné tribuny se dochovaly pouze zbytky klenebního pole. Více se z románské etapy nedochovalo, je tedy těžké doručit původní půdorys, nicméně se lze domnívat, že stavba byla zakončena apsidou.
První písemná zmínka o kostele pochází z roku 1184, nicméně informace se nezabývá formou kostela, není tedy možné určit zda se nejednalo o dřevěnou stavbu. Vznik kamenného kostela je tedy třeba datovat od poloviny 12. do poloviny 13. století.

#### První gotická etapa
V první gotické etapě dochází k odstranění východní a jižní zdi románského kostela, půdorys dostává téměř čtvercový tvar. Tato půdorysná forma přetrvává dodnes. Jen z otisku štítu nad vítězným obloukem a ze spáry ve zdivu se lze domnívat, že loď byla podstatně nižší.
Při novověkých úpravách zanikla většina středověkých architektonických detailů, až na západní portál, ten nicméně nelze zařadit do konkrétní fáze. Je možné ho zařadit pouze do 14. století.
O podobě presbytáře z první gotické etapy nebyly dosud nalezeny žádné zmínky. Jasné je jen to, že jeho přestavba odděluje první gotickou etapu od druhé.
Závěr boční kaple zanikl pravděpodobně při pozdější barokní přestavbě. Z nálezové situace se ale domníváme, že ho tvořil pravoúhlý, či pětiboký tvar.

#### Druhá gotická etapa

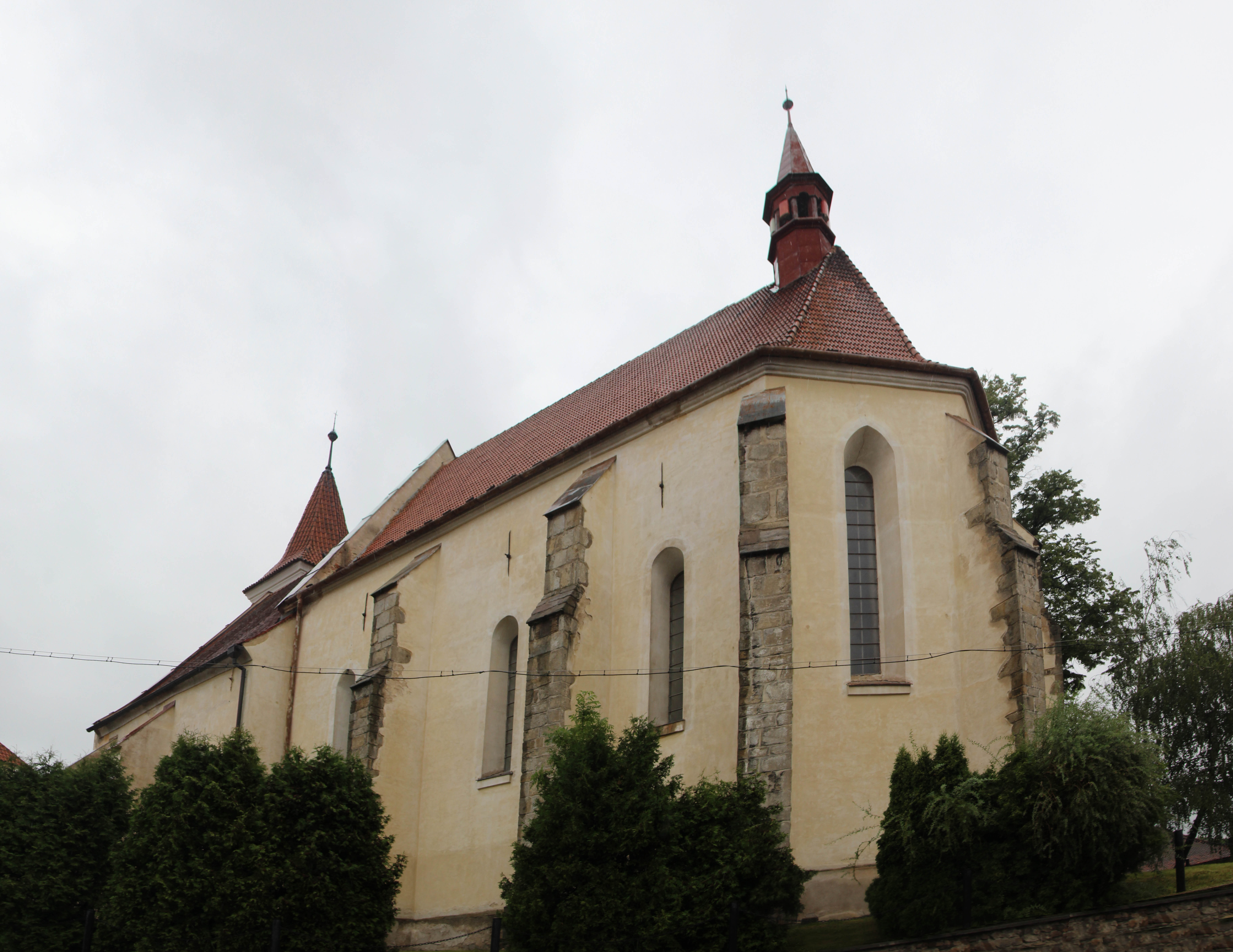
SJ pohled na presbytář

Jako vyvrcholení středověkého stavebního vývoje považujeme výstavbu nynějšího presbytáře. Ten byl vůči kostelu značně předimenzovaný. Z průzkumu zdiva plynou jisté nejasnosti, ohledně průběhu výstavby onoho presbytáře. Je zde patrná jistá nesourodost. Vysvětlení se zde nabízí dvě. Uvažujeme buď o změně projektu v průběhu stavby, či o užití zdiva z původního presbytáře. Ač se zdá druhá verze pravděpodobnější, nacházíme zde zarážející fakt vycházející z průzkumu zdiva, že předchozí presbytář by byl téměř identicky dlouhý. Jsme tedy nuceni nechat otázku otevřenou.
Druhá gotická etapa zahrnuje i navýšení zdiva původní lodě, spolu s ní se navyšuje věž z románské etapy, a to o jedno patro, do kterého byla umístěna zvonice.
Do stejné fáze zařazujeme i dnešní podobu vítězného oblouku. Domníváme se tak z jeho umístění, které je osově souměrné vůči dnešnímu presbytáři, nikoli vůči dříve vybudované lodi.

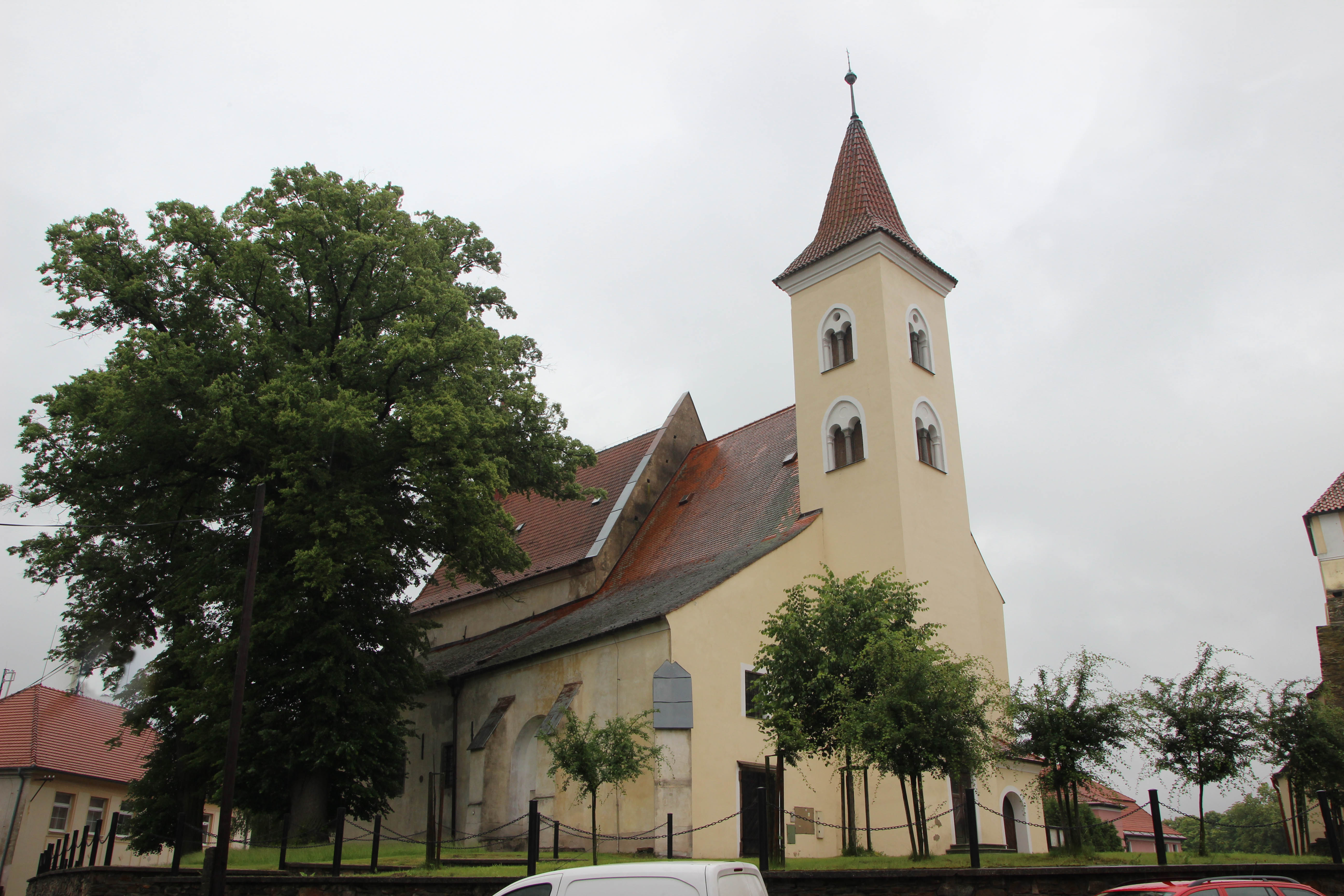
Kostel sv. Petra a Pavla, Načeradec

Dendrochronologie významně zpřesňuje periodizaci druhé gotické etapy. Plyne z ní následující. Dostavbu věže můžeme datovat do roku 1387. Současně víme, že nejvyšší patro věže vznikalo paralelně s nynější podobou západního štítu lodi. Tímto se de facto završuje hmotový vývoj kostela jako celku. Dendrochronologií se objevila i část krovu ze 40. let 15. století, toto nicméně řadíme jako opravu, fakt je tedy pro vývoj kostela nepodstatný.

## Interiér kostela 1360–1380
Hmotovou podobu kostela v 2. polovině 14. století v podstatě známe, naopak u interiéru došlo v období baroka k mnoha úpravám. Rekonstrukce původní podoby je tedy kombinací historických a hmotných pramenů.
Nejvíce dochovanou částí je presbytář. Na jeho jižní stěně nacházíme sedile s tesaným erbovým štítem. Lapidární tvary kružeb na překladu umožňují pouze rámcovou dataci a to do 2. poloviny 14. století. Nicméně tvar štítku nepodporuje předpokládanou dataci výstavby výklenku do 70. let 14. století. O původním významu sedile můžeme tedy nyní jen spekulovat.
Významnou dochovanou částí presbytáře je fragment nástěnné malby odkryté v letech 2008–2009 nacházející se na jižní stěně presbytáře. Jde o pás maleb složených ze dvou scén. Ta pravá, lépe dochovaná zachycuje výjev se stojící světskou postavou a pět adorujících postav se spřaženýma rukama. Spojení mezi nástěnnými malbami a historickou postavou není prozatím možné. Nepravděpodobněji se jeví ztotožnění postavy se sv. Pavlem, odvozujeme tak z historických pramenů. Ideu podporuje i fakt, že pro ikonografii tohoto světce je typický i právě dochovaný vous. Naopak fakt, že postava drží halapartnu, je v rozporu s jeho tradičním vyobrazením s mečem.

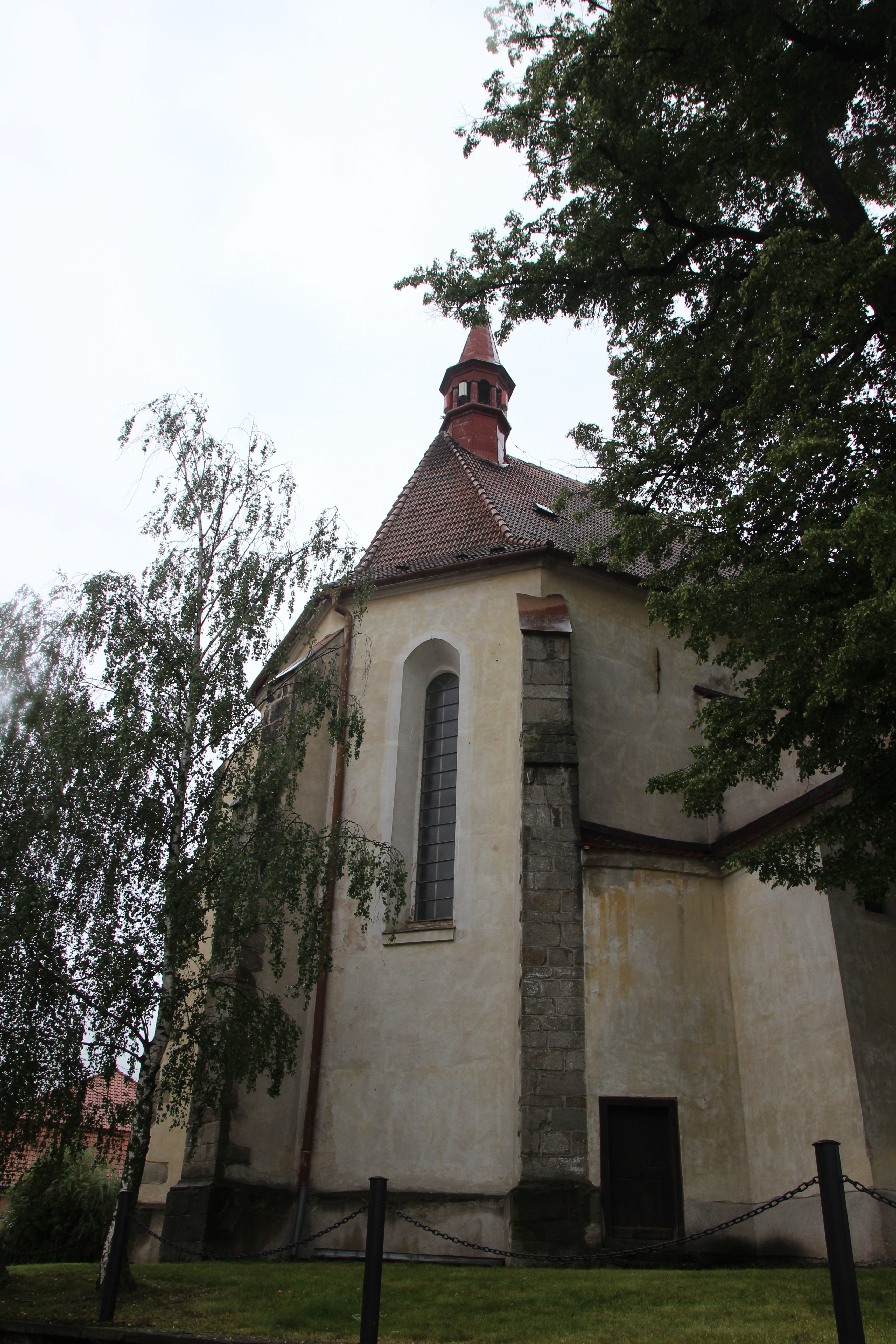
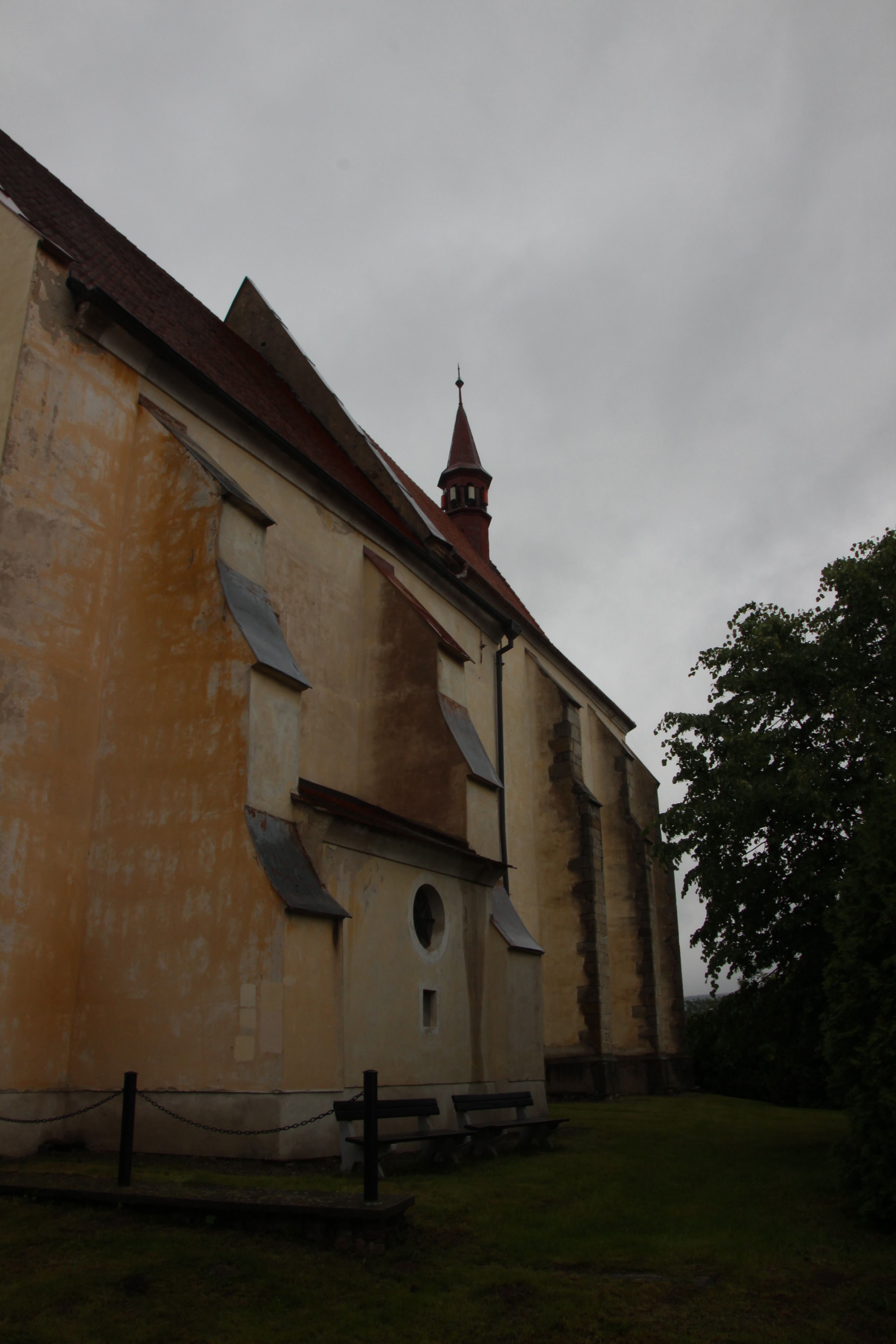
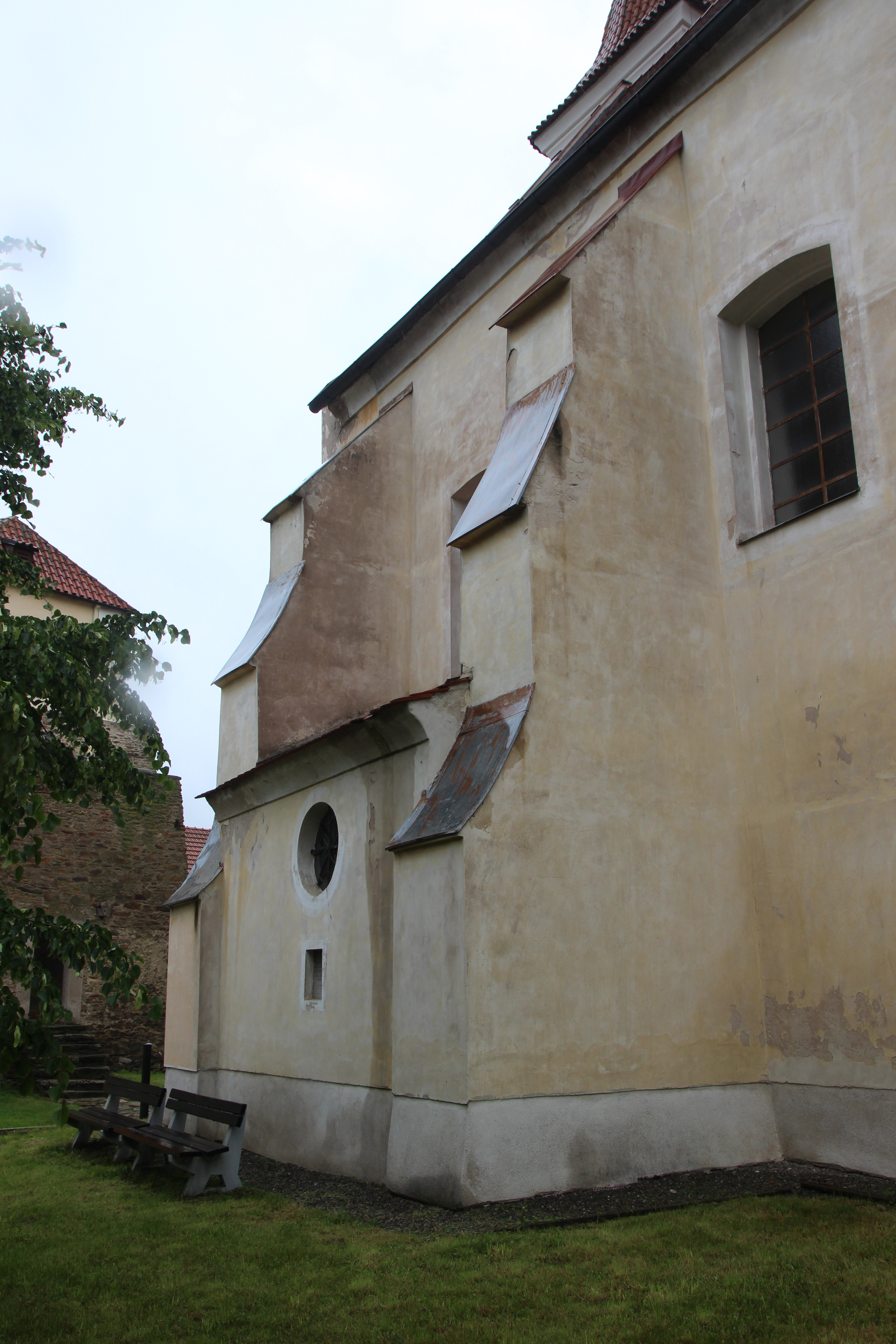
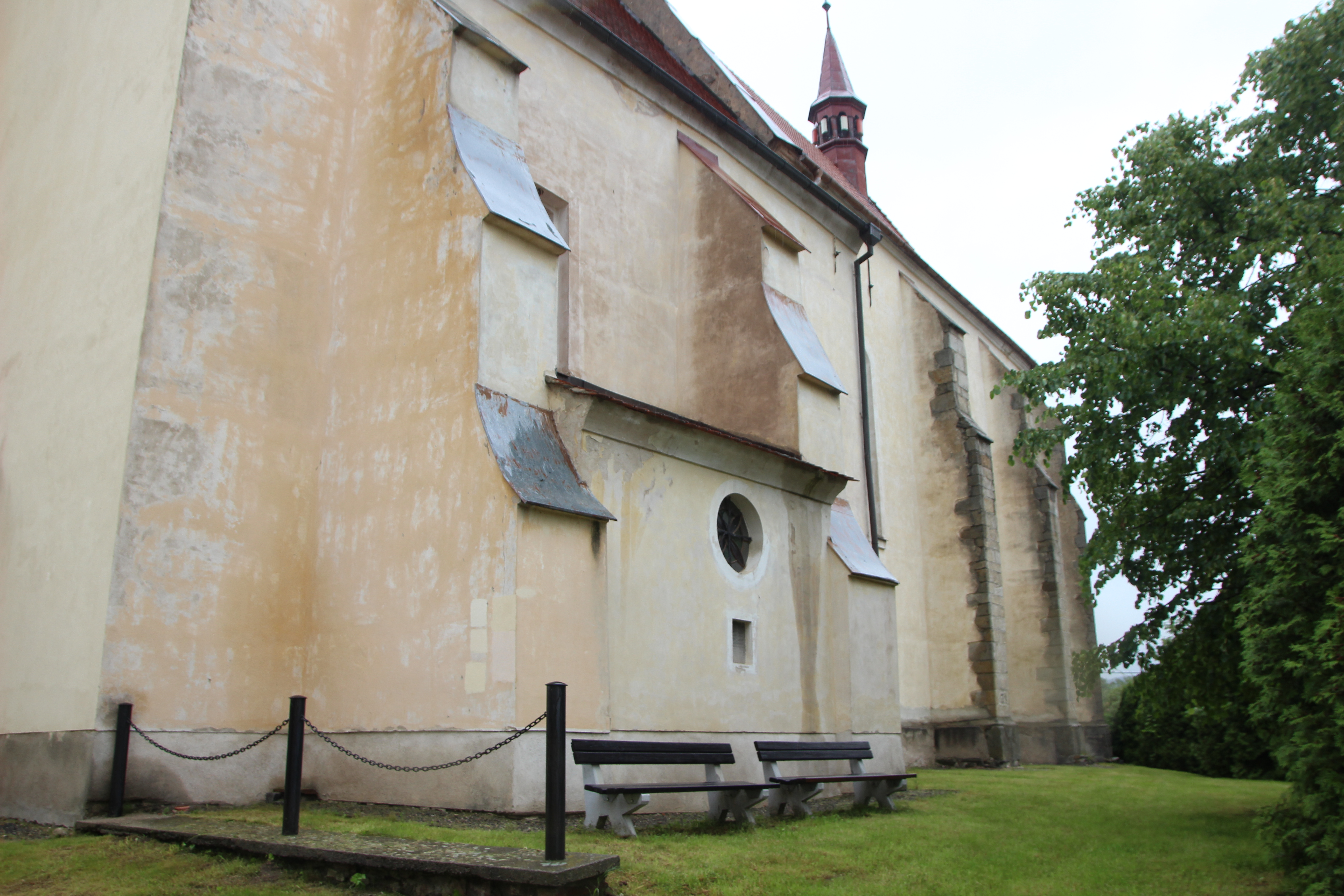
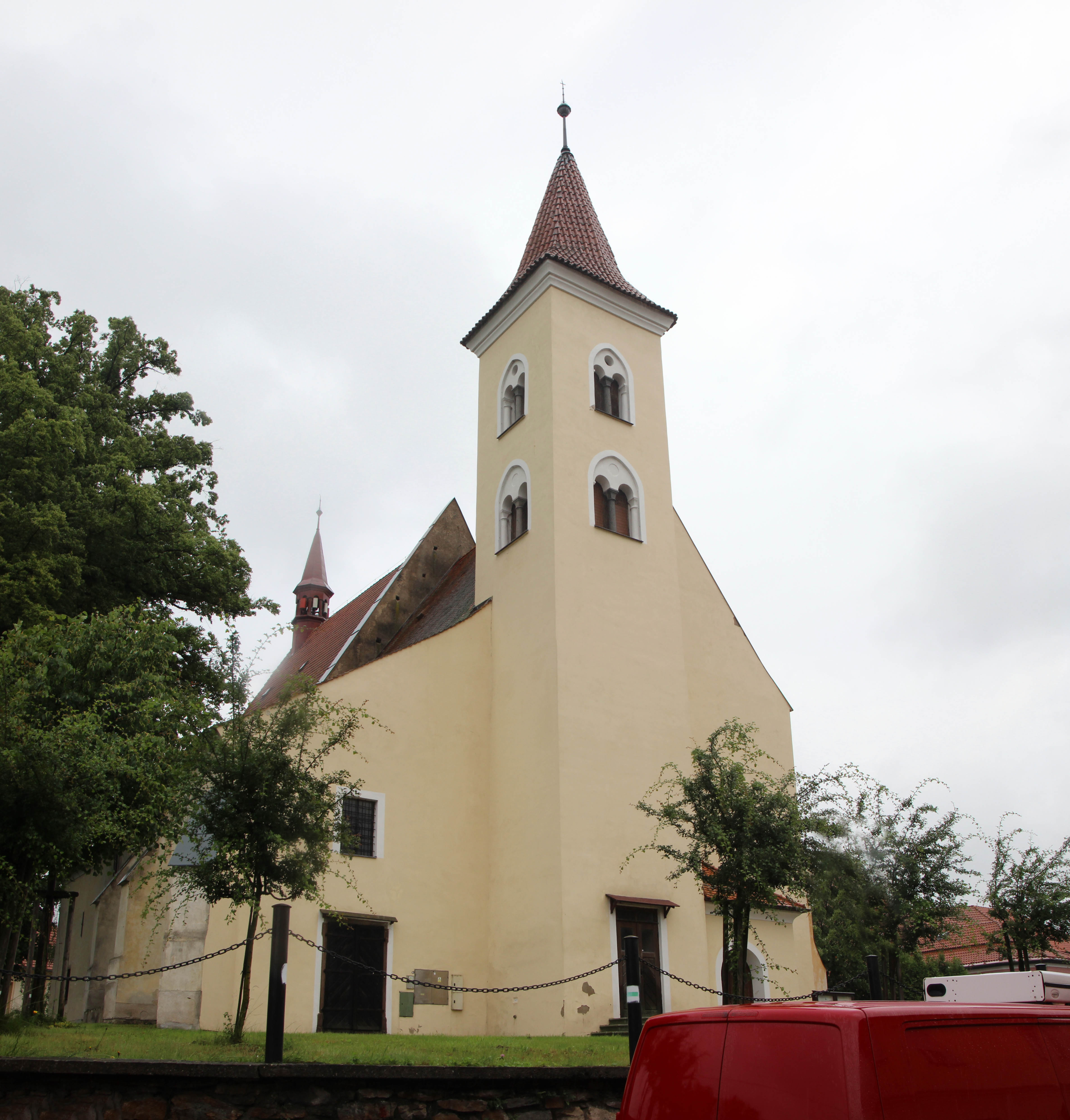
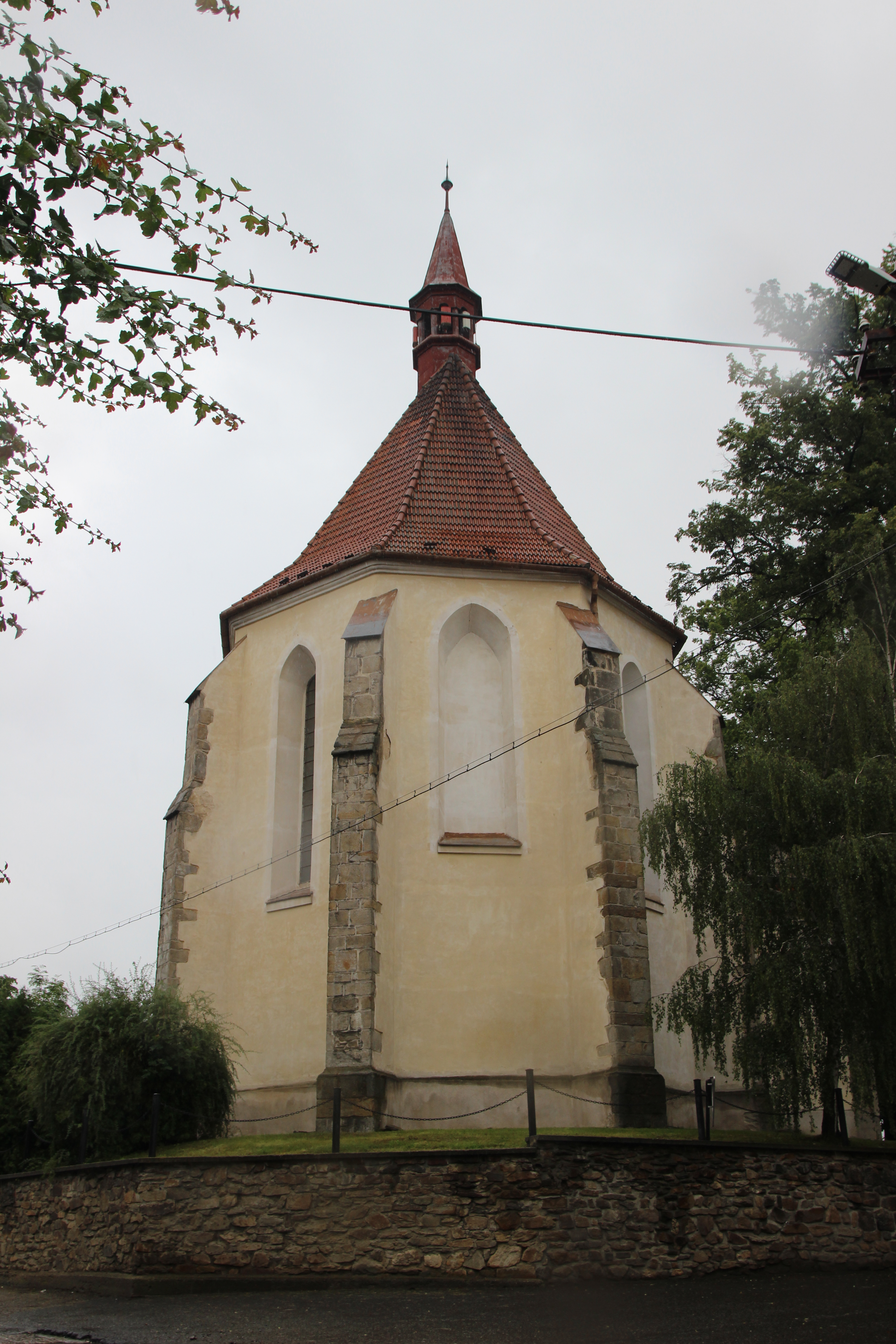
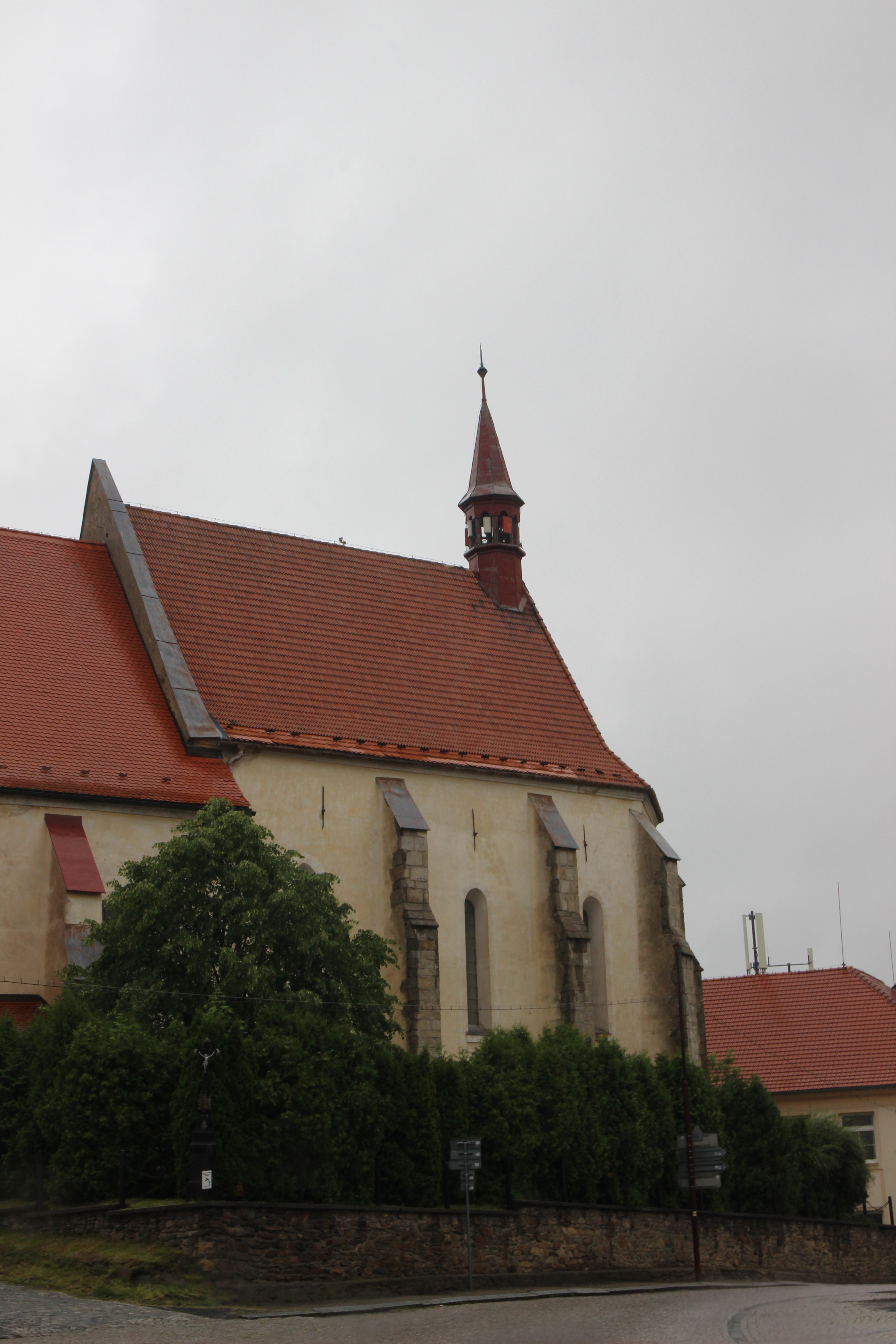
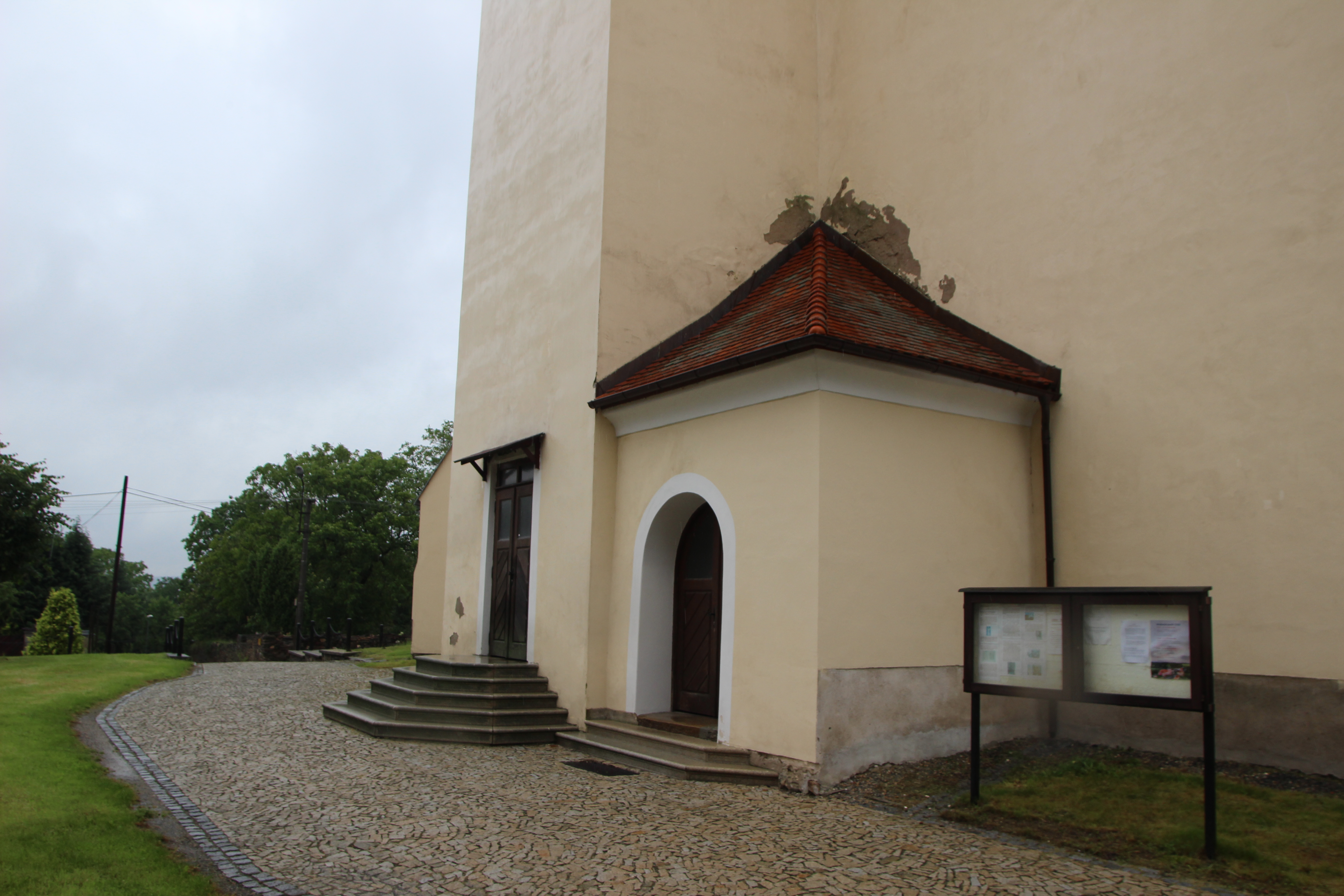